# Magnetovec – Skalní hřib
Magnetovec – Skalní hřib je přírodní památka jižně od obce Velké Březno v okrese Ústí nad Labem. Chráněné území je v péči AOPK ČR – regionální pracoviště Správa CHKO České středohoří.

## Předmět ochrany
Důvodem ochrany je bazanitový skalní hřib. Jedná se o vypreparovanou část lávového příkrovu tvořeného dvěma výlevy bazanitové horniny. Spodní výlev je pórovitější a více zvětralý, čímž selektivně vznikla tenká „noha hřibu“, na které sedí mohutná horní část – široký „klobouk“.

## Galerie

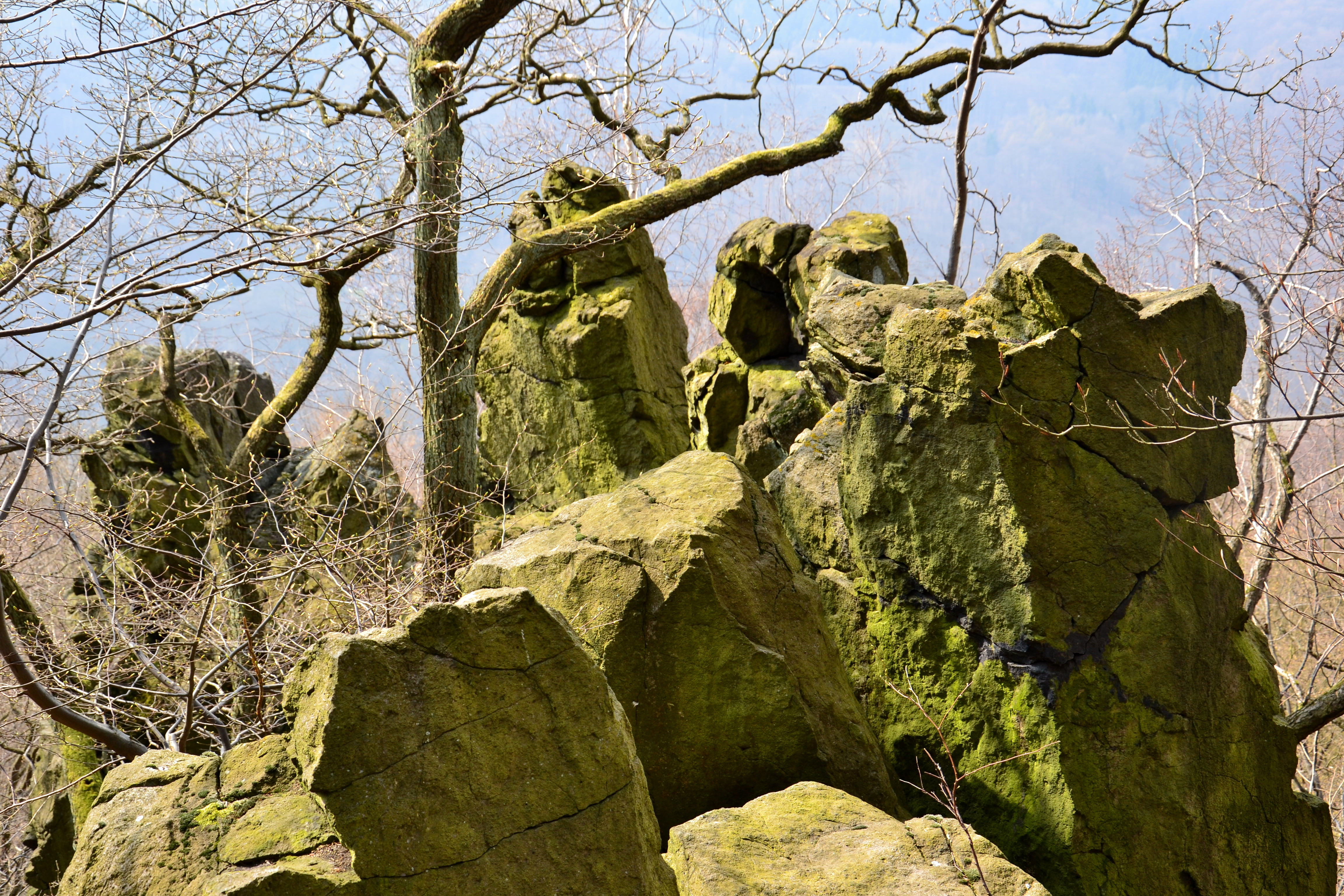
Skály na okraji chráněného území
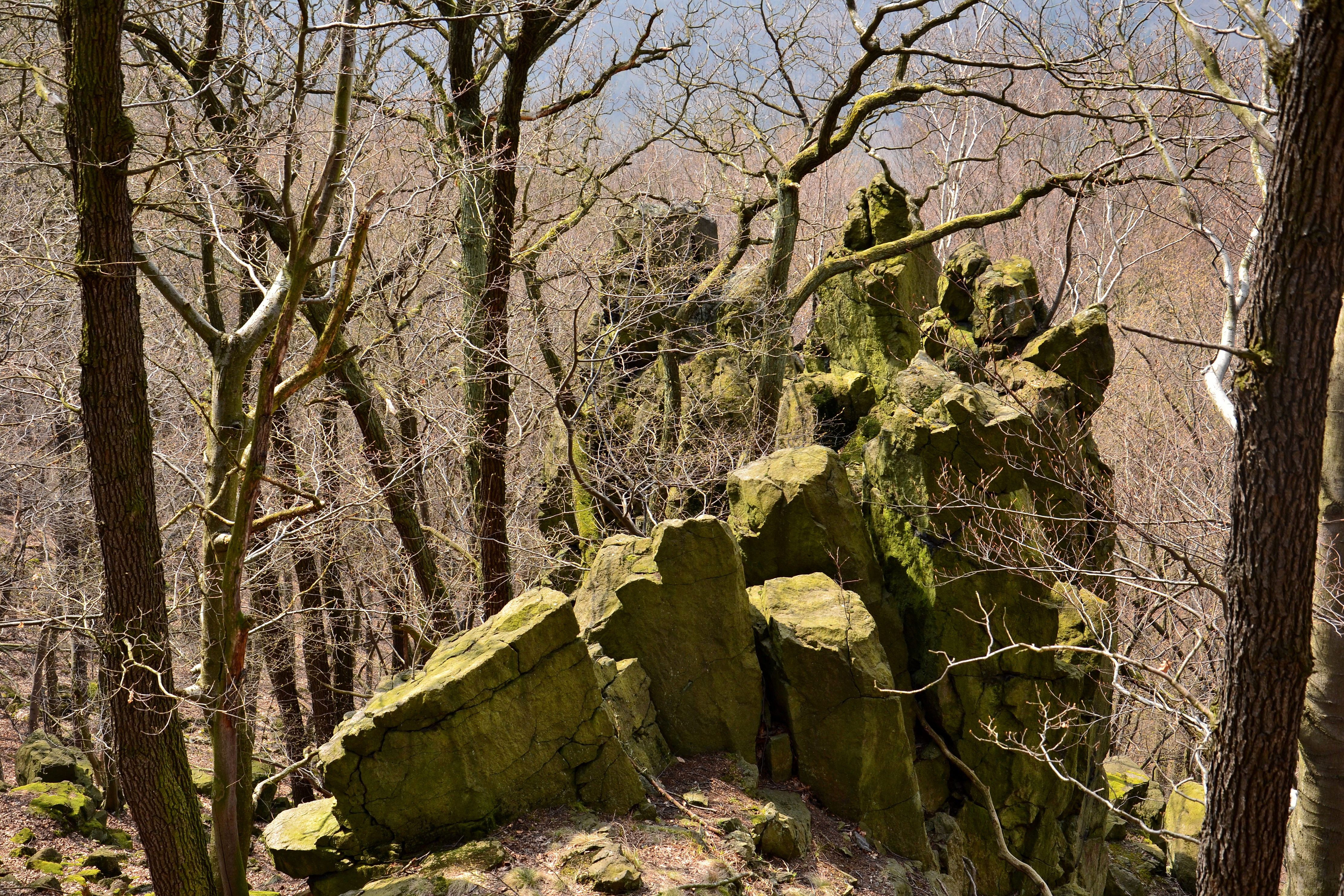
Skály na okraji chráněného území